# Common sense-filosofi
Pamfletten, se Common Sense. Uttrycket, se sunt förnuft
Common sense-filosofi är en inriktning inom filosofi, grundad av Thomas Reid på 1700-talet. Begreppet utgår från Aristoteles idéer om att sinnena bygger upp en enhetlig och för alla människor gemensam uppfattning om ett föremål. Termen användes även av William Hamilton; ibland nämns "de skotska common sense-filosoferna". 
Under 1900-talet har en form av common sense-filosofi företrätts av George Edward Moore.